# Canada aux Jeux olympiques d'hiver de 2002
Le Canada participe aux Jeux olympiques d'hiver de 2002 à Salt Lake City. Le pays se classe quatrième au classement des médailles avec sept médailles d'or.

## Médaillés
| Ed Belfour     |  | Curtis Joseph     |  | Owen Nolan       |  |
| Rob Blake      |  | Ed Jovanovski     |  | Michael Peca     |  |
| Eric Brewer    |  | Paul Kariya       |  | Chris Pronger    |  |
| Martin Brodeur |  | Mario Lemieux     |  | Joe Sakic        |  |
| Theoren Fleury |  | Eric Lindros      |  | Brendan Shanahan |  |
| Adam Foote     |  | Al MacInnis       |  | Ryan Smyth       |  |
| Simon Gagné    |  | Scott Niedermayer |  | Steve Yzerman    |  |
| Jarome Iginla  |  | Joe Nieuwendyk    |  |                  |  |

| Dana Antal         |  | Danielle Goyette   |  | Tammy Lee Shewchuk  |  |
| Kelly Béchard      |  | Geraldine Heaney   |  | Sami Jo Small       |  |
| Jennifer Botterill |  | Jayna Hefford      |  | Colleen Sostorics   |  |
| Thérèse Brisson    |  | Becky Kellar       |  | Kim St-Pierre       |  |
| Cassie Campbell    |  | Caroline Ouellette |  | Vicky Sunohara      |  |
| Isabelle Chartrand |  | Cherie Piper       |  | Hayley Wickenheiser |  |
| Lori Dupuis        |  | Cheryl Pounder     |  |                     |  |